# NGC 1349
NGC 1349 é uma galáxia lenticular (S0) localizada na direcção da constelação de Taurus. Possui uma declinação de +04° 22' 53" e uma ascensão recta de 3 horas, 31 minutos e 27,4 segundos.
A galáxia NGC 1349 foi descoberta em 20 de Dezembro de 1886 por Lewis A. Swift.